# Winkburn
Winkburn est un village du Nottinghamshire, en Angleterre.

## Source
- (en) Cet article est partiellement ou en totalité issu de l’article de Wikipédia en anglais intitulé « Winkburn » (voir la liste des auteurs).